# Elektrownia Lawena
Elektrownia wodna Lawena (niem. Wasserkraftwerk Lawena) – elektrownia wodna w Liechtensteinie, w gminie Triesen, najstarsza i druga co do wielkości elektrownia w Księstwie. Razem z jedenastoma innymi elektrowniami wodnymi Liechtensteinische Kraftwerke (LKW) dostarcza 18% energii elektrycznej zużywanej w Liechtensteinie.
Główna maszynownia elektrowni i generatory prądu znajdują się u ujścia doliny Lawenatal, na południe od miasta Triesen, na wysokości 500 m n.p.m. Woda pobierana jest w dolinie na wysokości 1398 m n.p.m. i magazynowana w tunelu o długości 768 metrów, z którego następnie spływa rurami o długości 2058 metrów do maszynowni. Energia spływającej wody jest wykorzystywana przez generatory.

## Historia
W XIX wieku pojawiły się pomysły wybudowania elektrowni, wykorzystującej spadek doliny Lawenatal i wody z tamtejszego potoku – Lawenabach. W 1912 roku przewodniczący Landtagu Albert Schädler zaproponował budowę elektrowni w Triesen z budżetu państwa według projektu szwajcarskiego inżyniera Louisa Kürsteinera. Parlament poparł inwestycję, rozpoczęły się prace, które zatrzymano w czasie I wojny światowej. Powrócono do nich w 1919 roku, jednak z powodu trudnej sytuacji finansowej kraju w 1921 roku budowa została ponownie wstrzymana. 20 grudnia 1922 roku Landtag utworzył niezależne przedsiębiorstwo Lawena Kraftwerk. W 1925 roku podjęto decyzję o kontynuowaniu inwestycji, co zostało poparte przez mieszkańców w referendum. Całkowity koszt budowy elektrowni wyniósł 1,5 mln franków szwajcarskich, z czego 1 mln franków stanowiła pożyczka.
Uruchomienie elektrowni miało miejsce 6 stycznia 1927 roku. Początkowo miała dwa generatory o mocy 360 kW. W 1946 roku stare generatory zostały zastąpione większym o mocy 900 kW. W 1987 roku elektrownia została uzupełniona o kolejny generator o mocy 2900 kW.

## Muzeum Lawena
Od 2011 roku w budynku elektrowni funkcjonuje muzeum, w którym znajdują się głównie eksponaty związane z działalnością elektrowni Lawena.